# 三浦マキ
三浦 マキ（みうら まき、1985年6月25日 - ）は、日本のフリーアナウンサー、コラムニスト、ファッションライター、ブロガー。
父の仕事の関係で、2歳から6歳までリビアに住んでいた。オフィス・トゥー・ワンに所属した後、2011年から2年半アメリカ・ロサンゼルスに移住。留学と共に、ハリウッドにある日系テレビ局でアナウンサーをしていた。また『港区おじさん』『港区女子』『エビージョ』などの言葉を生み出したコラムニストとしても活躍中。
現在日本で一番恋愛コラムを書いているコラムニストでもある。

## 来歴、人物
- 横浜で産まれるものの、すぐリビアへ。転勤が多く小学校は5度変わった。
- 関西学院大学のゼミでは、三倉茉奈、三倉佳奈と一緒のゼミ生だった。大学生の時によみうりテレビ 『わくわく宝島』のイベントレポーターになった事が切っ掛けでアナウンサーを目指す。
- 2008年からオフィス・トゥー・ワンに所属。旅チャンネル西村京太郎ミステリーなどので　レポーターを務める。
- 2009年から『CLASSY』等でライター活動も開始。
- 2011年から拠点をロサンゼルス に移し、ハリウッドにある日系TV局UTB（ユナイテッド・テレビジョン・ブロードキャスティング・システム）でアナウンサー活動を再会。これを契機にアメリカでの活動が広がり、大手レストランチェーン『新撰組』や MATSUDA のCMに出演。
- 2018年　東京カレンダーにて『港区おじさん』『港区女子』『エビージョ』などのワードを造り、小説を執筆。
- 2020年　自身のコラム、及び著書である『LINEの答えあわせ』が、古川雄輝 主演で『LINEの答えあわせ ～男と女の勘違い～』として実写ドラマ化される。

## 過去の出演番組
- 読売テレビ『わくわく宝島』
- 日テレ系列『24時間テレビ』チャリティー基地中継レポーター
- テレビ朝日『ビートたけしのTVタックル』
- テレビ東京『Victoria Golf 』インフォメーション
- Car View 新車試乗会レポーター
- UTB 『LA Style』『イス取りゲームでけつカッチン』

## CM
- 『新撰組』『MATSUDA』(いずれもLA 放送分)